# Österreichisches Spiele Museum
L'Österreichisches Spiele Museum (Museo Austriaco dei Giochi) è un museo sito a Leopoldsdorf im Marchfelde, sede dell'omonima associazione fondata nel 1990.
Membro dell'ICOM, il museo si occupa della documentazione dei giochi da tavolo come beni culturali; vanta una collezione di oltre 27.000 titoli, e dal 2001 assegna annualmente tramite un suo ente, la Wiener Spiele Akademie (Accademia dei Giochi Viennese), il premio austriaco Spiel der Spiele. L'associazione è membro organizzatore dell'Österreichischen Spielefests a Vienna ed organizzatrice regionale di altre Feste dei Giochi al castello di Schallaburg, a Liezen, Gänserndorf, Wolkersdorf, Katzelsdorf e Dürnkrut, si occupa della divulgazione dei giochi come strumento educativo e sociale.

## Storia
L'Österreichische Spiele Museum è stato fondato da Dagmar e Ferdinand de Cassan, che hanno lasciato la loro originale collezione privata al museo. Dal 1976 pubblica il mensile WIN e dal 1986 l'annuario Spiel für Spiel che dal 2010 è tradotto anche in lingua inglese sotto il titolo Game by Game.